# Push-to-talk
Nelle telecomunicazioni il comando di trasmissione soventemente abbreviato col termine PTT (sigla dell'inglese push-to-talk, letteralmente "premi per parlare", conosciuto anche come press-to-transmit, "premi per trasmettere") indica la modalità operativa di impiego di apparati di comunicazione che richiedono la pressione di un pulsante per abilitare la trasmissione e il rilascio per tornare in ascolto (half-duplex). Ciò è tipico degli apparati radio ricetrasmittenti VHF/UHF conosciuti come Walkie/Talkie o PMR.

## Descrizione
Il termine può essere utilizzato anche per indicare un sistema che consente di utilizzare il cellulare per comunicare in modo diretto con altri utenti.
In pratica il cellulare è utilizzato come fosse un walkie-talkie; premendo un pulsante si apre direttamente il canale di comunicazione.
Negli USA questo sistema di comunicazione ha già riscosso un notevole successo, grazie anche all'operatore telefonico Sprint Nextel che l'ha adottato commercialmente.
Questo tipo di comunicazione richiede o un dispositivo cellulare dedicato o l'installazione di un software specifico sul telefonino.